# Närtuna
Närtuna är kyrkbyn i Närtuna socken vid Norrtälje kommuns västra gräns. Genom byn går Långhundraleden, där Öbacken eller Mjölkholmen var en viktig handelsplats på vikingatiden. 
Det finns kyrka, och hembygdsförening i byn. Det finns dessutom ett flertal fornlämningar som är väl bevarade.

## Kommunikationer
Busslinje 646 går mot Rimbo österut, och mot Gottröra och Abrahamsby norrut.
Bygden har även nära till Kårsta och därmed Roslagsbanan mot Stockholm.